# Карпат, Кемаль
Кемаль Карпат (тур. Kemal Karpat, 15 февраля 1923 — 20 февраля 2019) — турецкий историк.

## Биография
Родился в Румынии в семье крымских татар. Его отец Хашим был торговцем и имамом, мать Зюбейде — домохозяйкой. Отец умер, когда Кемаль был ещё юношей.
Учился в педагогическом лицее в Меджидии, но после смерти отца переехал в Стамбул, там окончил лицей Хайдарпаша. Затем поступил в Стамбульский университет, который окончил в 1948 году со степенью бакалавра юриспруденции. После окончания университета переехал в США, там в 1950 году получил степень магистра в Вашингтонском университете.
В 1952-1953 годах работал в секретариате ООН, в 1954-1955 годах служил в армии Турции. В 1957 году получил степень доктора философии в Нью-Йоркском университете и после этого преподавал историю в ряде университетов США и Турции.
Был членом ряда профессиональных ассоциаций и обществ. Был редактором научных журналов «International Journal of Turkish Studies», «the Central Asian Survey» и «the Journal of Muslim Minority Affairs».
Умер 20 февраля 2019 года в штате Висконсин. Похоронен в мечети Фатих.
Почётный доктор Чувашского университета им. И. Н. Ульянова.
В 2013 году удостоен Каспийской научной премии.
В 2019 году награждён знаком «За заслуги перед крымскотатарским народом».